# Petko Hinov
Petko Todorov Hinov (bolgárul: Петко Тодоров Хинов) (Plovdiv, 1972. szeptember 4. – 2022. január 3.) bolgár műfordító, író és költő.

## Élete, munkássága
Petko Hinov 1972. szeptember 4-én született Plovdivben. Egyetemi tanulmányait 1996-ban fejezte be a Szófiai Egyetemen kínai és román filológia szakon.
Az angol, orosz, román, kínai, szerb és óegyházi szláv nyelvből készült első fordításai, valamint első önálló költeményei, írásai az interneten jelentek meg. 
2010. és 2013. között a Kínai Népköztársaságban angoltanárként dolgozott a Kuangtung tartománybeli Fosanban.
Kínai feleségével 2013-ban tért haza Bulgáriába, és azóta a Kelet–Nyugat Kiadó (East-West Publishing House) fordítójaként tevékenykedik.
2014-ben a Bulgáriai Fordítók Egyesülete különdíjjal tüntette ki a Harminchat hadi stratégia (Sanshiliu ji 三十六計) és Wang Yongbin (王永彬; 1792–1869) Wei lu ye hua (圍爐夜話) című kínai művek bolgár nyelvű fordításáért.
2015-ben a bolgár kulturális minisztérium a bolgár könyvkiadás úttörőjéről, Hriszto Danovról (Христо Груев Данов; 1828–1911) elnevezett kitüntetésben részesítette A vörös szoba álma című regény műfordításáért.

## Fordítás
- Ez a szócikk részben vagy egészben  a(z)   Петко Хинов című bolgár Wikipédia-szócikk ezen változatának fordításán alapul.  Az eredeti cikk szerkesztőit annak laptörténete sorolja fel. Ez a jelzés csupán a megfogalmazás eredetét és a szerzői jogokat jelzi, nem szolgál a cikkben szereplő információk forrásmegjelöléseként.